# Platypalpus excisus
Platypalpus excisus är en tvåvingeart som först beskrevs av Becker 1907.  Platypalpus excisus ingår i släktet Platypalpus, och familjen puckeldansflugor. Arten är reproducerande i Sverige.